# Barcelona Open Banco Sabadell 2011
Barcelona Open Banco Sabadell 2011 (còn gọi là Torneo Godó) là 1 giải quần vợt được tổ chức trên mặt sân đất nện ngoài trời. Đây là lần thứ 59 được tổ chức dưới cái tên Barcelona Open Banco Sabadell, một phần của ATP World Tour 500 series mùa giải ATP World Tour 2011. Giải được tổ chức ở Real Club de Tenis Barcelona tại Barcelona, Tây Ban Nha, từ 16 đến 24 tháng 4 năm 2011. Đương kim vô địch là Fernando Verdasco nhưng vắng mặt ở mùa giải năm nay.

## Điểm và tiền thưởng

### Điểm
| Vòng                | Đơn nam | Đôi nam |
| ------------------- | ------- | ------- |
| Vô địch             | 500     | 500     |
| Á quân              | 300     | 300     |
| Bán kết             | 180     | 180     |
| Tứ kết              | 90      | 90      |
| Vòng 16             | 45      | 45      |
| Vòng 32             | 20      | 0       |
| Vòng 64             | 0       | -       |
| Qualifier           | 10      | -       |
| Vòng loại cuối cùng | 4       | -       |

### Tiền thưởng
Barcelona Open Banc Sabadell đã tăng giải thưởng năm nay và trở thành một trong những giải có mức thưởng cao nhất trong hệ thống thi đấu này. Nhà vô địch sẽ nhận được €290,000 (tăng €4,000 so với năm ngoái).
| Stage                  | Đơn nam (€) | Đôi nam (per team) (€) |
| ---------------------- | ----------- | ---------------------- |
| Vô địch                | 290,000     | 90.750                 |
| Á quân                 | 145,750     | 45.700                 |
| Bán kết                | 73,850      | 23.160                 |
| Tứ kết                 | 37,450      | 11.750                 |
| Vòng 16                | 19,230      | 6,020                  |
| Vòng 32                | 10,110      | 3,170                  |
| Vòng 64                | 6,075       | -                      |
| Vòng loại cuối cùng    | 610         | -                      |
| Qualifying First Round | 300         | -                      |

## Các tay vợt tham dự

### Hạt giống
| Quốc gia | Tay vợt                | Xếp hạng1 | Hạt giống |
| -------- | ---------------------- | --------- | --------- |
| ESP      | Rafael Nadal           | 1         | 1         |
| GBR      | Andy Murray            | 4         | 2         |
| SWE      | Robin Söderling        | 5         | 3         |
| ESP      | David Ferrer           | 6         | 4         |
| CZE      | Tomáš Berdych          | 7         | 5         |
| AUT      | Jürgen Melzer          | 9         | 6         |
| FRA      | Gaël Monfils           | 10        | 7         |
| ESP      | Nicolás Almagro        | 12        | 8         |
| FRA      | Richard Gasquet        | 18        | 9         |
| UKR      | Alexandr Dolgopolov    | 21        | 10        |
| ESP      | Albert Montañés        | 23        | 11        |
| ESP      | Guillermo García-López | 27        | 12        |
| BRA      | Thomaz Bellucci        | 31        | 13        |
| RSA      | Kevin Anderson         | 33        | 14        |
| CAN      | Milos Raonic           | 34        | 15        |
| ARG      | Juan Mónaco            | 36        | 16        |

- Xếp hạng tính đến 11 tháng 4 năm 2011.

### Các tay vợt khác
Các tay vợt nhận được wildcard để vào vòng đấu chính:
- Juan Mónaco[3]
- Albert Ramos [3]
- Gerard Granollers [3]
- Pablo Carreño-Busta [3]
- Andrey Kuznetsov [3]

Các tay vợt vượt qua vòng loại:
- Flavio Cipolla
- Simon Greul
- Vincent Millot
- Jarkko Nieminen
- Benoît Paire
- Édouard Roger-Vasselin
- Simone Vagnozzi

Các tay vợt nhận được Lucky loser:
- Rui Machado[4]
- Mischa Zverev[5]

### Các tay vợt bỏ cuộc
- Tommy Robredo (chấn thương gân kheo)[6]
- Tomáš Berdych (đau dạ dày)[4]
- Andy Murray (chấn thương khuỷu tay)[5]

## Vô địch

### Đơn nam
Rafael Nadal thắng  David Ferrer, 6–2, 6–4
- Đây là danh hiệu thứ 2 trong năm và là thứ 45 trong sự nghiệp của anh. Đây cũng là danh hiệu thứ 6 ở Barcelona cùng với quãng thời gian từ 2005-2009.

### Đôi nam
Santiago González /  Scott Lipsky thắng  Bob Bryan /  Mike Bryan, 5–7, 6–2, [12-10]

## Liên kết khác
- Trang chủ

Bản mẫu:ATP World Tour 2011
Bản mẫu:Quần vợt năm 2011